# よろしく!すねかじり ゲーム&クイズ
『よろしく!すねかじり ゲーム&クイズ』（よろしくすねかじり ゲームアンドクイズ）は、1987年2月4日から同年6月24日までテレビ東京系列局で放送されていたテレビ東京製作のゲーム番組・クイズ番組である。放送時間は毎週水曜 19:00 - 19:54 （日本標準時）。
4組の家族が計7つのゲームやクイズに挑戦して賞金を稼いでいく視聴者参加型番組で、土居まさると西村知江子が司会を務めていた。

## ルール
一般家族4人によるチームが4組出場。チームメンバーの構成は「父」「母」「子供A」「子供B」のパターンが主だったが、「叔父」「叔母」「従姉妹」が出場するパターンもあった。
番組は、「ゲームコーナーA」→「クイズコーナーA」→「ゲームコーナーB」→「クイズコーナーB」→「パートタイムゲーム」→「クイズコーナーC」→「ゲームコーナーC」という流れで進行。

### ゲームコーナー
家族全員で週替わりの様々なゲームに挑戦する。ただし、「パートタイムゲーム」には母親のみが挑戦。獲得賞金は次の通り。
- A・B・パート - 1位は5万円、2位は3万円、3位は2万円、4位は1万円。
- C - 1位は10万円、2位は6万円、3位は4万円、4位は2万円。

### クイズコーナー
まず解答席後方の「お立ち台」に父親が乗り、⑤の棒（画面向かって上の左）と⑥の棒（上の右）につかまる。そして解答席には解答権のある者が座り、間にはそれ以外の者が座る。解答権は、Aは子供A、Bは子供B、Cは母となる。
解答者は、16枚あるジャンルから1枚選ぶ。ジャンルは、子供は「アニメ」「ゲーム」など、母は「家庭」「生活」などといった、対象者に合う物となっている。
解答者は出された問題に対し、早押しで答える。正解すると1万円（Cのみ2万円）獲得。そして不正解チームや答えられなかったチームは、お立ち台の棒が①（下の中左）→②（下の中右）→③（下の左端）→④（下の右端）→⑤の順で抜けていく。棒を抜いていく際に、司会の土居が「ハイ、辛抱～抜く~！」と言うのが恒例であった。棒が抜けていったら、父は台から落ちないように、残りの棒に乗ったりつかまったりする。なお、答えられるのは解答権がある者のみで、それ以外の者は答えが分かっていても代わりに答えたり教えたりしてはならない。
父親がこらえきれずに台から落ちたらそのチームは解答権を失い、さらに問題が出るたびに1万円（Cのみ2万円）減額される。7問ほど行ったところで終了。
こうして全てコーナーが終わり、最終的に一番獲得賞金額が多かったチームが優勝。そのチームの代表者（大抵子供）は、番組プロデューサーと一発勝負のじゃんけんをする。勝てば頭上から大量の紙吹雪と風船が舞い、チームに海外旅行が贈られた。

## 増補ルール
後期にはルールや構成の一部が変更された。
- 出場家族はそれまでは全て一般家族だったが、1 - 2チーム芸能人家族が加わるようになった。なお、チーム席は1チームの時には右端、2チームの時には両端に座る。
- 「クイズコーナー」のお立ち台の棒は⑤が固定され、下の4本が抜けるようになった。それ以外は今までと同じ。
- 「ゲームコーナーA」は「家族三輪車レース」に固定。これは子供A→子供B→母→父の順番で三輪車に乗ってリレーをする。賞金は不変。
- 「ゲームコーナーC」は「綱引き」に固定。ルールは次の通り。
  - まず「（『クイズコーナーC』終了時の）1位対3位」「2位対4位」に分け、それぞれ1回戦を行う。勝ったチームは決勝戦進出、負けたチームは3位決定戦に進出。
  - 続いて、1回戦の敗退チームで3位決定戦を行い、勝って3位になったチームは4万円、負けて4位になったチームは2万円をそれぞれ獲得。
  - 最後は、1回戦の勝者チームで決勝戦を行い、勝って1位になったチームは10万円、負けて2位になったチームは6万円をそれぞれ獲得。

## エピソード
クイズの問題は時期に関する物が多かったが、アニメのクイズでは「『黄金バット』で、黄金バットが持っている物は?」（答：杖）や、「『アタッカーYOU!』で、主人公・葉月優が所属するチームは?」（答：セブンファイターズ）の様に、当時テレビ東京で再放送されていたアニメから問題が出ることもあった。
| テレビ東京系列 水曜19:00枠                        | テレビ東京系列 水曜19:00枠                                         | テレビ東京系列 水曜19:00枠                      |
| 前番組                                            | 番組名                                                             | 次番組                                          |
| ------------------------------------------------- | ------------------------------------------------------------------ | ----------------------------------------------- |
| 科学スペシャル （1986年10月8日 - 1986年11月19日） | よろしく!すねかじり ゲーム&クイズ （1987年2月4日 - 1987年6月24日） | 動物ふしぎ世界 （1987年7月8日 - 1987年9月16日） |